# Hallstadt
Hallstadt – miasto w Niemczech, w kraju związkowym Bawaria, w rejencji Górna Frankonia, w regionie Oberfranken-West, w powiecie Bamberg. Leży ok. 4 km na północ od centrum Bambergu, nad Menem, przy autostradzie A70, drodze B4 i linii kolejowej Norymberga – Lipsk i Bamberg - Schweinfurt.

## Dzielnice
W skład miasta wchodzą dwie dzielnice:
- Hallstad
- Dörfleins

## Demografia
| Rok  | Liczba mieszk. |
| 1970 | 6589           |
| 1987 | 7436           |
| 2000 | 8472           |
| 2004 | 8560           |
| 2006 | 8581           |

## Oświata
(1999)
- 325 miejsc przedszkolnych z 276 dziećmi
- 31 nauczycieli i 603 uczniów w szkole podstawowej

## Współpraca
Miejscowości partnerskie:
- Bamberg, Bawaria
- Hallstatt, Austria
- Lempdes, Francja